# Myrmarachne piercei
Myrmarachne piercei este o specie de păianjeni din genul Myrmarachne, familia Salticidae, descrisă de Banks, 1930. Conform Catalogue of Life specia Myrmarachne piercei nu are subspecii cunoscute.